# Lőrinc Tímea
Lőrinc Tímea (Magyarkanizsa, 1990. december 28. –) vajdasági magyar színésznő.

## Életpályája
Magyarkanizsán született, 1990-ben. A szabadkai Kosztolányi Dezső Nyelvi Gimnáziumban érettségizett. 

„Az első szereplés, amit a családdal számolunk, amikor nyolcadikos koromban volt öt percem egy szerb előadásban. Szabadkán a tanodában indult be ez jobban, oda másodikos középiskolától jelentkezhettünk. De elsőben a kollégiumi diákszínpadhoz és az amatőr csoporthoz csatlakoztam, akkor éppen Urbán Andrással dolgoztunk, Tolnai Ottó Szög a nadírban című szövegét dolgoztuk fel. Utána kezdtem Kiálló Bécinél a Szabadkai Színitanodában”

.2010 és 2012 között szerepelt a Tanyaszínház előadásain. Akadémistaként gyakorlati idejét az Újvidéki Színháznál töltötte. Az  Újvidéki Művészeti Akadémián 2013-ban kapott színészi diplomát. A Zentai Magyar Kamaraszínház társulatának tagja. 2017-ben megkapta a legrangosabb vajdasági színházi elismerést, a Pataki Gyűrű-díjat. A szabadkai Kosztolányi Dezső Tehetséggondozó Gimnáziumban színházművészetet, az újvidéki Művészeti Akadémián művészi beszédet tanít.

## Fontosabb színházi szerepei
- William Shakespeare: 	Vízkereszt, vagy bánom is én... kar
- Carlo Goldoni: A fogadósnő... Mirandolina, fogadósnő
- Carlo Goldoni: Két úr szolgája... Smeraldina
- Bertolt Brecht: Koldusopera... Lucy; Fürész Róbert
- Ingmar Bergman: Fanny és Alexander... Elsa Bergius, nagynéni
- Lars von Trier: Hullámtörés... Bess
- Bornemisza Péter: Tragoedia magyar nyelven, az Sophocles Electrájából... Clitemnestra
- Tóth Ede: A falu rossza... Csapóné
- Gárdonyi Géza: A bor... szereplő
- estiK (Színpadi töredékek Kosztolányi Dezső Esti-novellái alapján):... szereplő
- Csurka István: Deficit... W
- Szabó Magda – Egressy Zoltán: Tündér Lala... Írisz
- Leonard Bernstein: West Side Story... Graziella
- Sólem Aléchem – Joseph Stein – Jerry Bock – Sheldon Harnick: Hegedűs a háztetőn... Sprince
- Mészáros Anikó: A három aranygyűrű... Özvegy Burkus királyné, Liba
- Lénárd Róbert: Az égig érő fa... Vasorrú Bába
- Lúdas Matyi... szereplő
- Szóló szőlő, mosolygó alma, csengő barack... Legkisebbik királykisasszony
- Németh Ákos: Autótolvajok ... Móni

## Filmek, tv
- Csonka délibáb (2015) ... Fiatal nő
- Irgalmas angyal (2019) ... Márta

## Díjai, elismerései
- Versünnep Fesztivál fődíj (2016)[3]
- Pataki-gyűrű díj (2017)
- 10-es díj (2017)[4]
- Juventus Pro Urbe díj – Zenta (2022)[5]